# Agonac
Agonac (en francès Agonac) és un municipi francès situat al departament de la Dordonya i a la regió de la Nova Aquitània.

## Demografia
| 1962                                       | 1968  | 1975  | 1982  | 1990  | 1999  | 2007  |
| ------------------------------------------ | ----- | ----- | ----- | ----- | ----- | ----- |
| 1.211                                      | 1.162 | 1.027 | 1.057 | 1.342 | 1.451 | 1.612 |
| Des de 1962: població sense dobles comptes |       |       |       |       |       |       |

## Administració
| Període   | Identitat              | Partit |
| --------- | ---------------------- | ------ |
| 1959-1977 | Paul Mordiconi         |        |
| 1977-1983 | Jean Demoures          |        |
| 1983-1989 | Daniel Couder          |        |
| 1989-     | Jean-Claude Brouillaud |        |

## Agermanaments
- L'Almúnia de Sant Joan

## Personatges il·lustres
- Micheu Chapduelh, escriptor i cantant occità.